# Переможниці Відкритого чемпіонату Франції з тенісу в парному розряді
Змагання жінок в парному розряді на Чемпіонаті Франції розпочалися 1907 року.
Змагання відбувалися навперемін на Расінг 92 та Стад Франсе в Парижі, з 1928 року перенесені на збудований Стад Ролан Гаррос. До 1925 року до змагань допускались тільки члени французьких тенісних клубів. З 1941 до 1944 року, турнір відбувався під час режиму Віші і не враховуються як турніри Великого шолома.

## Чемпіонки
| Позначення                                                                                        |
| † Не вважаються турнірами Великого шолома. Турніри тільки для членів французьких тенісних клубів. |
| †† Не вважаються турнірами Великого шолома.                                                       |

### Чемпіонат Франції
| Рік  | Champions                                       | Поразка                                    | Рахунок                                    |
| ---- | ----------------------------------------------- | ------------------------------------------ | ------------------------------------------ |
| 1907 | Адін Массон Івонн де Пфеффель †                 |                                            |                                            |
| 1908 | Кейт Жилу Сесіль Метью †                        |                                            |                                            |
| 1909 | Жанна Матте Дейзі Сперанца †                    |                                            |                                            |
| 1910 | Жанна Матте Дейзі Сперанца †                    |                                            |                                            |
| 1911 | Жанна Матте Дейзі Сперанца †                    |                                            |                                            |
| 1912 | Жанна Матте Дейзі Сперанца †                    |                                            |                                            |
| 1913 | Бланш Амблар Сюзанне Амблар †                   |                                            |                                            |
| 1914 | Бланш Амблар Сюзанне Амблар †                   | Жермен Ґолдінґ Сюзанн Ленглен              | 6–4, 8–6                                   |
| 1915 | Турнір не відбувався (Перша світова війна)      | Турнір не відбувався (Перша світова війна) | Турнір не відбувався (Перша світова війна) |
| 1916 | Турнір не відбувався (Перша світова війна)      | Турнір не відбувався (Перша світова війна) | Турнір не відбувався (Перша світова війна) |
| 1917 | Турнір не відбувався (Перша світова війна)      | Турнір не відбувався (Перша світова війна) | Турнір не відбувався (Перша світова війна) |
| 1918 | Турнір не відбувався (Перша світова війна)      | Турнір не відбувався (Перша світова війна) | Турнір не відбувався (Перша світова війна) |
| 1919 | Турнір не відбувався (Перша світова війна)      | Турнір не відбувався (Перша світова війна) | Турнір не відбувався (Перша світова війна) |
| 1920 | Елізабет д'Аєн Сюзанн Ленглен †                 | Жермен Ґолдінґ Жанн Воссар                 | 6–1, 6–1                                   |
| 1921 | Сюзанн Ленглен Жерамін Піґерон †                | Марґеріт Брокеді Сюзан Деве                | 6–2, 6–1                                   |
| 1922 | Сюзанн Ленглен Жерамін Піґерон †                | Marie Conquet Marie Danet                  | 6–3, 6–1                                   |
| 1923 | Сюзанн Ленглен Жулі Власто †                    | Елен Контоставлос Дейзі Сперанца           | 6–1, 6–0                                   |
| 1924 | Марґеріт Брокеді Ївонн Буржуа †                 | Жермен Ґолдінґ Жанн Воссар                 | 6–3, 6–3                                   |
| 1925 | Сюзанн Ленглен Жулі Власто                      | Евелін Кол'єр Кетлін Маккейн-Годфрі        | 6–1, 9–11, 6–2                             |
| 1926 | Сюзанн Ленглен Жулі Власто                      | Евелін Кол'єр Кетлін Маккейн-Годфрі        | 6–1, 6–1                                   |
| 1927 | Ірен Бовдер-Пікок Боббі Гайне-Міллер            | Пеґґі Мічелл Фібі Голкрофт-Вотсон          | 6–2, 6–1                                   |
| 1928 | Фібі Голкрофт-Вотсон Ейлін Беннетт-Віттінґстолл | Сюзан Деве Сільві Юнґ Анротен              | 6–0, 6–2                                   |
| 1929 | Лілі Альварес Кіа Боуман                        | Боббі Гайне-Міллер Аліда Неве              | 7–5, 6–3                                   |
| 1930 | Гелен Віллс Елізабет Раян                       | Сімон Барб'є Сімонн Матьє                  | 6–3, 6–1                                   |
| 1931 | Ейлін Беннетт-Віттінґстолл Бетті Натголл        | Сіллі Оссем Елізабет Раян                  | 9–7, 6–2                                   |
| 1932 | Гелен Віллс Елізабет Раян                       | Бетті Натголл Ейлін Беннетт-Віттінґстолл   | 6–1, 6–3                                   |
| 1933 | Сімонн Матьє Елізабет Раян                      | Сільві Юнґ Анротен Колетт Розамбер         | 6–1, 6–3                                   |
| 1934 | Сімонн Матьє Елізабет Раян                      | Гелен Джейкобс Сара Палфрі-Кук             | 3–6, 6–4, 6–2                              |
| 1935 | Марґарет Скрайвен Кей Стаммерс                  | Іда Адамофф Гільде Кравінкель-Сперлінг     | 6–4, 6–0                                   |
| 1936 | Сімонн Матьє Біллі Йорк                         | Сьюзен Ноел Ядвіга Єнджейовська            | 2–6, 6–4, 6–4                              |
| 1937 | Сімонн Матьє Біллі Йорк                         | Дороті Ендрюс Сільві Юнґ Анротен           | 3–6, 6–2, 6–2                              |
| 1938 | Сімонн Матьє Біллі Йорк                         | Арлетт Альфф Неллі Ландрі                  | 6–3, 6–3                                   |
| 1939 | Сімонн Матьє Ядвіга Єнджейовська                | Alice Florian Hella Kovac                  | 7–5, 7–5                                   |
| 1940 | Турнір не відбувся (Друга світова війна)        | Турнір не відбувся (Друга світова війна)   | Турнір не відбувся (Друга світова війна)   |
| 1941 | Cosette St. Omer Roy †† Alice Weiwers           | Aimee Charpenal Jacqueline Vivers          | 6–3, 6–4                                   |
| 1942 | Cosette St. Omer Roy †† Alice Weiwers           | Yvonne Kleindel Paulette Melleno           | 6–3, 2–6, 6–2                              |
| 1943 | Cosette St. Omer Roy †† Alice Weiwers           | Genevieve Grosbois Claude Manescu          | 3–6, 9–7, 7–5                              |
| 1944 | Genevieve Grosbois †† Claude Manescu            |                                            |                                            |
| 1945 | Paulette Fritz Simone Iribarne Lafargue ††      | Сімонн Матьє Myrtil Brunnarius             | 6–3, 6–1                                   |
| 1946 | Луїз Браф Маргарет Осборн Дюпон                 | Полін Бетц Доріс Гарт                      | 6–4 0–6 6–1                                |
| 1947 | Луїз Браф Маргарет Осборн Дюпон                 | Доріс Гарт Патрісія Каннінґ-Тодд           | 7–5 6–2                                    |
| 1948 | Доріс Гарт Патрісія Каннінґ-Тодд                | Ширлі Фрай Мері Арнолд                     | 6–4, 6–2                                   |
| 1949 | Маргарет Осборн Дюпон Луїз Браф                 | Джой Моттрам Бетті Гілтон                  | 7–5, 6–1                                   |
| 1950 | Доріс Гарт Ширлі Фрай                           | Луїз Браф Маргарет Осборн Дюпон            | 1–6, 7–5, 6–2                              |
| 1951 | Доріс Гарт Ширлі Фрай                           | Беріл Бартлетт Барбара Скофілд             | 10–8, 6–3                                  |
| 1952 | Доріс Гарт Ширлі Фрай                           | Газель Редік-Сміт Юлія Віпплінґер          | 7–5, 6–1                                   |
| 1953 | Доріс Гарт Ширлі Фрай                           | Морін Конноллі Джулія Семпсон-Гейворд      | 6–4, 6–3                                   |
| 1954 | Морін Конноллі Нелл Голл-Гопман                 | Мод Гальтьє Сюзанн Шмітт                   | 7–5, 4–6, 6–0                              |
| 1955 | Беверлі Бейкер-Фляйц Дарлін Гард                | Ширлі Брешер Патріша Ворд Гейлс            | 7–5, 6–8, 13–11                            |
| 1956 | Анджела Бакстон Алтея Ґібсон                    | Дарлін Гард Дороті Гед Ноуд                | 6–8, 8–6, 6–1                              |
| 1957 | Ширлі Брешер Дарлін Гард                        | Йола Рамірес Росі Реєс                     | 7–5, 4–6, 7–5                              |
| 1958 | Росі Реєс Йола Рамірес                          | Мері Говтон Телма Койн-Лонґ                | 6–4, 7–5                                   |
| 1959 | Сандра Рейнольдс Рене Схюрман                   | Йола Рамірес Росі Реєс                     | 2–6, 6–0, 6–1                              |
| 1960 | Марія Буено Дарлін Гард                         | Патріша Ворд Гейлс Енн Джонс               | 6–2, 7–5                                   |
| 1961 | Сандра Рейнольдс Рене Схюрман                   | Марія Буено Дарлін Гард                    | walkover                                   |
| 1962 | Сандра Рейнольдс Рене Схюрман                   | Джастіна Бріка Маргарет Корт               | 6–4, 6–4                                   |
| 1963 | Енн Джонс Рене Схюрман                          | Робін Ебберн Маргарет Корт                 | 7–5, 6–4                                   |
| 1964 | Маргарет Корт Леслі Тернер Боурі                | Норма Байлон Гельга Шультце                | 6–3, 6–1                                   |
| 1965 | Маргарет Корт Леслі Тернер Боурі                | Франсуаз Дюрр Янін Ліффріг                 | 6–3, 6–1                                   |
| 1966 | Маргарет Корт Джуді Тегарт-Далтон               | Джилл Еммерсон Фей Тойн                    | 4–6, 6–1, 6–1                              |
| 1967 | Франсуаз Дюрр Гейл Шанфро                       | Аннетт ван Зіль Пат Вокден                 | 6–2, 6–2                                   |

### Відкритий чемпіонат Франції
| Рік  | Champions                                               | Поразка                                | Рахунок            |
| ---- | ------------------------------------------------------- | -------------------------------------- | ------------------ |
| 1968 | Франсуаз Дюрр Енн Джонс                                 | Розмарі Касалс Біллі Джин Кінг         | 7–5, 4–6, 6–4      |
| 1969 | Франсуаз Дюрр (2) Енн Джонс (2)                         | Ненсі Річі Маргарет Корт               | 6–0, 4–6, 7–5      |
| 1970 | Гейл Шанфро Франсуаз Дюрр (3)                           | Розмарі Касалс Біллі Джин Кінг         | 6–1, 3–6, 6–3      |
| 1971 | Гейл Шанфро (2) Франсуаз Дюрр (4)                       | Гелен Гурлей Керрі Гарріс              | 6–4, 6–1           |
| 1972 | Біллі Джин Кінг Бетті Стеве                             | Вінні Шоу Нелл Трумен                  | 6–1, 6–2           |
| 1973 | Маргарет Корт Вірджинія Вейд                            | Франсуаз Дюрр Бетті Стеве              | 6–2, 6–3           |
| 1974 | Кріс Еверт Ольга Морозова                               | Гейл Шанфро Катя Еббінгаус             | 6–4, 2–6, 6–1      |
| 1975 | Кріс Еверт (2) Мартіна Навратілова                      | Джулі Ентоні Ольга Морозова            | 6–3, 6–2           |
| 1976 | Фйорелла Бонічеллі Гейл Шанфро (3)                      | Кетлін Гартер Гельга Ніссен Мастгофф   | 6–4, 1–6, 6–3      |
| 1977 | Регіна Маршикова Пем Тігуарден                          | Рейні Фокс Гелен Гурлей                | 5–7, 6–4, 6–2      |
| 1978 | Міма Яушовець Вірджинія Рузіч                           | Леслі Тернер Боурі Гейл Шанфро         | 5–7, 6–4, 8–6      |
| 1979 | Бетті Стеве (2) Венді Тернбулл                          | Франсуаз Дюрр Вірджинія Вейд           | 3–6, 7–5, 6–4      |
| 1980 | Кеті Джордан Енн Сміт                                   | Іванна Мадруга Адріана Віллагран       | 6–1, 6–0           |
| 1981 | Розалін Феербенк Таня Гартфорд                          | Кенді Рейнолдс Пола Сміт               | 6–1, 6–3           |
| 1982 | Мартіна Навратілова (2) Енн Сміт (2)                    | Розмарі Касалс Венді Тернбулл          | 6–3, 6–4           |
| 1983 | Розалін Феербенк (2) Кенді Рейнолдс                     | Кеті Джордан Енн Сміт                  | 5–7, 7–5, 6–2      |
| 1984 | Мартіна Навратілова (3) Пем Шрайвер                     | Клаудія Коде-Кільш Гана Мандлікова     | 5–7, 6–3, 6–2      |
| 1985 | Мартіна Навратілова (4) Пем Шрайвер (2)                 | Клаудія Коде-Кільш Гелена Сукова       | 4–6, 6–2, 6–2      |
| 1986 | Мартіна Навратілова (5) Андреа Темешварі                | Штеффі Граф Габріела Сабатіні          | 6–1, 6–2           |
| 1987 | Мартіна Навратілова (6) Пем Шрайвер (3)                 | Штеффі Граф Габріела Сабатіні          | 6–2, 6–1           |
| 1988 | Мартіна Навратілова (7) Пем Шрайвер (4)                 | Клаудія Коде-Кільш Гелена Сукова       | 6–2, 7–5           |
| 1989 | Лариса Савченко-Нейланд Наташа Звєрєва                  | Штеффі Граф Габріела Сабатіні          | 6–4, 6–4           |
| 1990 | Яна Новотна Гелена Сукова                               | Лариса Савченко-Нейланд Наташа Звєрєва | 6–4, 7–5           |
| 1991 | Джиджі Фернандес Яна Новотна (2)                        | Лариса Савченко-Нейланд Наташа Звєрєва | 6–4, 6–0           |
| 1992 | Джиджі Фернандес (2) Наташа Звєрєва (2)                 | Кончита Мартінес Аранча Санчес Вікаріо | 6–3, 6–2           |
| 1993 | Джиджі Фернандес (3) Наташа Звєрєва (3)                 | Лариса Савченко-Нейланд Яна Новотна    | 6–3, 7–5           |
| 1994 | Джиджі Фернандес (4) Наташа Звєрєва (4)                 | Ліндсі Девенпорт Ліза Реймонд          | 6–2, 6–2           |
| 1995 | Джиджі Фернандес (5) Наташа Звєрєва (5)                 | Яна Новотна Аранча Санчес Вікаріо      | 6–7(6–8), 6–4, 7–5 |
| 1996 | Ліндсі Девенпорт Мері Джо Фернандес                     | Джиджі Фернандес Наташа Звєрєва        | 6–2, 6–1           |
| 1997 | Джиджі Фернандес (6) Наташа Звєрєва (6)                 | Мері Джо Фернандес Ліза Реймонд        | 6–2, 6–3           |
| 1998 | Мартіна Хінгіс Яна Новотна (3)                          | Ліндсі Девенпорт Наташа Звєрєва        | 6–1, 7–6(7–4)      |
| 1999 | Серена Вільямс Вінус Вільямс                            | Мартіна Хінгіс Анна Курникова          | 6–3, 6–7(2–7), 8–6 |
| 2000 | Мартіна Хінгіс (2) Марі П'єрс                           | Вірхінія Руано Паскуаль Паола Суарес   | 6–2, 6–4           |
| 2001 | Вірхінія Руано Паскуаль Паола Суарес                    | Єлена Докич Кончита Мартінес           | 6–2, 6–1           |
| 2002 | Вірхінія Руано Паскуаль (2) Паола Суарес (2)            | Ліза Реймонд Ренне Стаббс              | 6–4, 6–2           |
| 2003 | Кім Клейстерс Суґіяма Ай                                | Вірхінія Руано Паскуаль Паола Суарес   | 6–7(5–7), 6–2, 9–7 |
| 2004 | Вірхінія Руано Паскуаль (3) Паола Суарес (3)            | Світлана Кузнецова Олена Лиховцева     | 6–0, 6–3           |
| 2005 | Вірхінія Руано Паскуаль (4) Паола Суарес (4)            | Кара Блек Лізель Губер                 | 4–6, 6–3, 6–3      |
| 2006 | Ліза Реймонд Саманта Стосур                             | Даніела Гантухова Суґіяма Ай           | 6–3, 6–2           |
| 2007 | Алісія Молік Мара Сантанджело                           | Катарина Среботнік Суґіяма Ай          | 7–6(7–5), 6–4      |
| 2008 | Анабель Медіна Гаррігес Вірхінія Руано Паскуаль (5)     | Кейсі Деллаква Франческа Ск'явоне      | 2–6, 7–5, 6–4      |
| 2009 | Анабель Медіна Гаррігес (2) Вірхінія Руано Паскуаль (6) | Вікторія Азаренко Олена Весніна        | 6–1, 6–1           |
| 2010 | Серена Вільямс (2) Вінус Вільямс (2)                    | Квета Пешке Катарина Среботнік         | 6–2, 6–3           |
| 2011 | Андреа Сестіні Главачкова Луціє Градецька               | Саня Мірза Олена Весніна               | 6–4, 6–3           |
| 2012 | Сара Еррані Роберта Вінчі                               | Марія Кириленко Надія Петрова          | 4–6, 6–4, 6–2      |
| 2013 | Катерина Макарова Олена Весніна                         | Сара Еррані Роберта Вінчі              | 7–5, 6–2           |
| 2014 | Сє Шувей Пен Шуай                                       | Сара Еррані Роберта Вінчі              | 6–4, 6–1           |
| 2015 | Бетані Маттек-Сендс Луціє Шафарова                      | Кейсі Деллаква Ярослава Шведова        | 3–6, 6–4, 6–2      |
| 2016 | Каролін Гарсія Крістіна Младенович                      | Катерина Макарова Олена Весніна        | 6–3, 2–6, 6–4      |
| 2017 | Бетані Маттек-Сендс (2) Луціє Шафарова (2)              | Ешлі Барті Кейсі Деллаква              | 6–2, 6–1           |
| 2018 | Барбора Крейчикова Катержина Сінякова                   | Ері Ходзумі Макото Ніномія             | 6–3, 6–3           |
| 2019 | Тімеа Бабош Крістіна Младенович (2)                     | Дуань Їн'їн Чжен Сайсай                | 6–2, 6–3           |
| 2020 | Тімеа Бабош (2) Крістіна Младенович (3)                 | Дезіре Кравчик Алекса Гуарачі          | 6–4, 7–5           |
| 2021 | Барбора Крейчикова (2) Катержина Сінякова (2)           | Бетані Маттек-Сендс Іга Свьонтек       | 6–4, 6–2           |
| 2022 | Каролін Гарсія (2) Крістіна Младенович (4)              | Коко Гофф Джессіка Пегула              | 2–6, 6–3, 6–2      |
| 2023 | Сє Шувей (2) Ван Сіньюй                                 | Лейла Фернандес Тейлор Таунсенд        | 1–6, 7–6(7–5), 6–1 |
| 2024 | Коко Гофф Катержина Сінякова (3)                        | Сара Еррані Жасмін Паоліні             | 7–6(7–5), 6–3      |
| 2025 | Сара Еррані (2) Жасмін Паоліні                          | Анна Даніліна Александра Крунич        | 6–4, 2–6, 6–1      |